# Giovanni Battista Grassi
Giovanni Battista Grassi (Rovellasca, 27 maart, 1854 - Rome, 4 mei 1925) was een zoöloog in het koninkrijk Italië. 
Grassi studeerde geneeskunde aan de universiteit van Pavia. Hij studeerde af in in 1878. Nadien legde hij zich toe op de parasitologie; hiervoor deed hij twee jaren onderzoek (1879-1880) aan de universiteit van Heidelberg bij professor Nicolaus Kleinenberg, een medicus-zoöloog.
Van 1883 tot 1895 was Grassi hoogleraar zoölogie aan de universiteit van Catania op Sicilië. Vervolgens, vanaf 1895, bekleedde hij de leerstoel vergelijkende anatomie aan de Universiteit Sapienza in Rome.
Hij maakte zich op verschillende manieren verdienstelijk voor de wetenschap. Zo toonde hij aan dat steekmuggen het malariaplasmodium bij zich dragen in hun spijsverteringsgestel. Ook bracht hij in kaart hoe de embryonale ontwikkeling van honingbijen verloopt en werkte hij aan termieten en parasieten - zoals de druifluis. Ook deed hij studie aan de trek en metamorfose van palingachtigen.

## Erkenning
Battista kreeg in 1896 de Darwin Medal uitgereikt. 
Van 1908 tot zijn dood in 1925 was Grassi senator voor het leven. Hij was vereerd met het ereteken van officier in de Orde van Sint-Mauritius en Sint-Lazarus.
In 1955 verscheen zijn beeltenis op een Italiaanse postzegel. 